# Prezrenje
Prezrenje je naselje u slovenskoj Općini Radovljici. Prezrenje se nalazi u pokrajini Gorenjskoj i statističkoj regiji Gorenjskoj. 

## Stanovništvo
Prema popisu stanovništva iz 2002. godine naselje je imalo 77 stanovnika.